# 上野部駅
上野部駅（かみのべえき）は、静岡県磐田市上野部にある、天竜浜名湖鉄道天竜浜名湖線の駅である。「シルクロード上野部」の副駅名がある。

## 歴史
以前、この付近に光明電気鉄道神田公園前駅があったと言われている。

### 年表
- 1955年（昭和30年）6月1日：国鉄二俣線の駅として新設（旅客駅）[1]。気動車の旅客のみ取扱う無人駅[2]。
- 1961年（昭和36年）5月16日：遠州鉄道気動車が、西鹿島駅から当駅経由で遠江森駅まで乗入。
- 1966年（昭和41年）10月1日：遠州鉄道気動車乗入廃止。
- 1987年（昭和62年）3月15日：二俣線が第三セクター鉄道へ転換、天竜浜名湖鉄道の駅となる[3]。
- 2021年（令和3年）12月7日：駅近くにあるシルクロード・ミュージアムを運営する浜名梱包輸送が駅名ネーミングライツを取得し、副駅名を付した「上野部（シルクロード上野部）駅」とすることを発表。期間は2021年12月7日から2024年3月31日まで。

## 駅構造
単式ホーム1面1線を有する地上駅。
無人駅。駅舎は無いが、以前はホーム上に待合室があった。2018年頃に改修され、現在は簡易的な屋根が付いた待合スペースが設置されている。
地元の人により当駅はきれいに整備されており、ホームには「天竜川に一番近い駅」と言う看板や、蒸気機関車を描いたユニークな駅名標等が設置されていたが、2021年に副駅名が設定された際に図柄が更新されている。

## 利用状況
「浜松市統計書」によれば、2006年度の1日平均乗車人員は5人であった。天竜浜名湖線の駅の中では最も少ない。
なお、同統計によると、2005年度は3人、「掛川市統計書」によると、2004年度は5人であった。
近年の1日平均乗車人員の推移は以下の通り。
| 乗車人員推移 | 乗車人員推移    |
| 年度         | 1日平均乗車人員 |
| ------------ | --------------- |
| 2003         | 6               |
| 2004         | 5               |
| 2005         | 3               |
| 2006         | 5               |
| 2007         |                 |
| 2008         | 8               |
| 2009         | 7               |
| 2010         | 10              |
| 2011         | 8               |
| 2012         | 6               |
| 2013         | 10              |
| 2014         | 9               |
| 2015         | 4               |
| 2016         | 5               |
| 2017         | 7               |
| 2018         | 7               |

## 駅周辺
- 磐田市デマンド型乗り合いタクシー「お助け号」豊岡線「天浜線上野部駅」乗合所（磐田市豊岡地区の住民のみ利用可能・事前予約制）
- 恩流山妙満寺（日蓮宗）
- 神谷山天龍院（曹洞宗）
- エンケイ・ロジスポート

## 隣の駅
天竜浜名湖鉄道
■天竜浜名湖線
豊岡駅 - 上野部駅 - 天竜二俣駅